# Anaulacomera gracilis
Anaulacomera gracilis är en insektsart som beskrevs av Brunner von Wattenwyl 1891. Anaulacomera gracilis ingår i släktet Anaulacomera och familjen vårtbitare. Inga underarter finns listade i Catalogue of Life.